# Науру (аэропорт)
Международный аэропорт Науру — единственный аэропорт в Науру. Является портом приписки компании Nauru Airlines. Осуществляются рейсы в Брисбен, Мельбурн, Хониару, Маджуро, Нади, Баирики. Расположен в округе Ярен.
Аэропорт расположен к северу от правительственных зданий. В аэропорту также расположены Управление гражданской авиации Республики Науру, которому поручено обеспечивать безопасность аэропорта и оперативное управление; Иммиграционное управление, которому поручено контролировать прибывающих и вылетающих пассажиров, и Таможенная служба Науру. Также в аэропорту находится головной офис национального перевозчика Nauru Airlines.

## История
Взлётно-посадочная полоса была построена во Вторую мировую войну во время японской оккупации Науру с использованием принудительного труда, эксплуатация началась в январе 1943 года. После войны была преобразована в гражданский аэропорт.

## Галерея

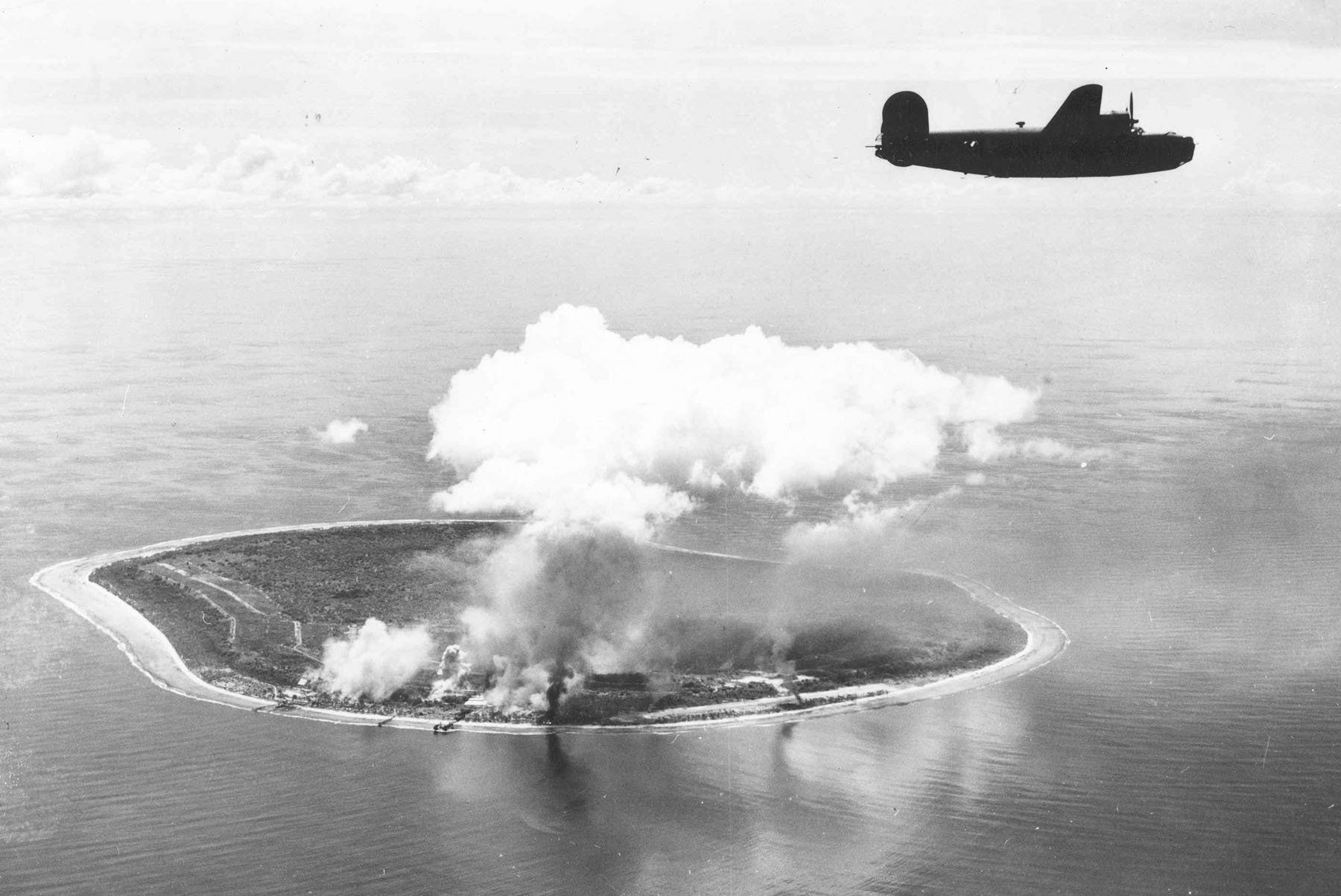
Аэропорт во времена Второй мировой войны
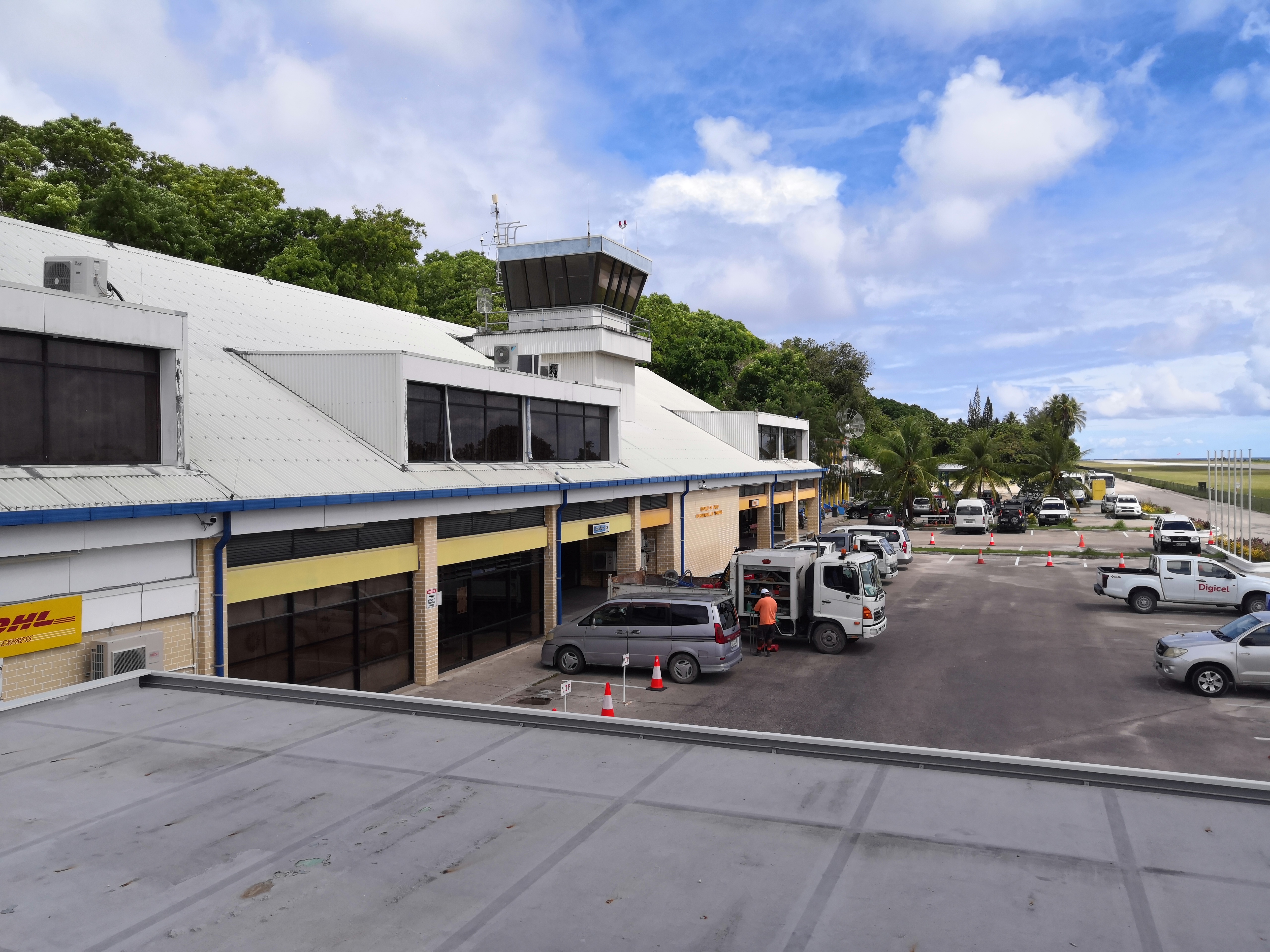
Терминал аэропорта